# Liste des gares de l'Aude

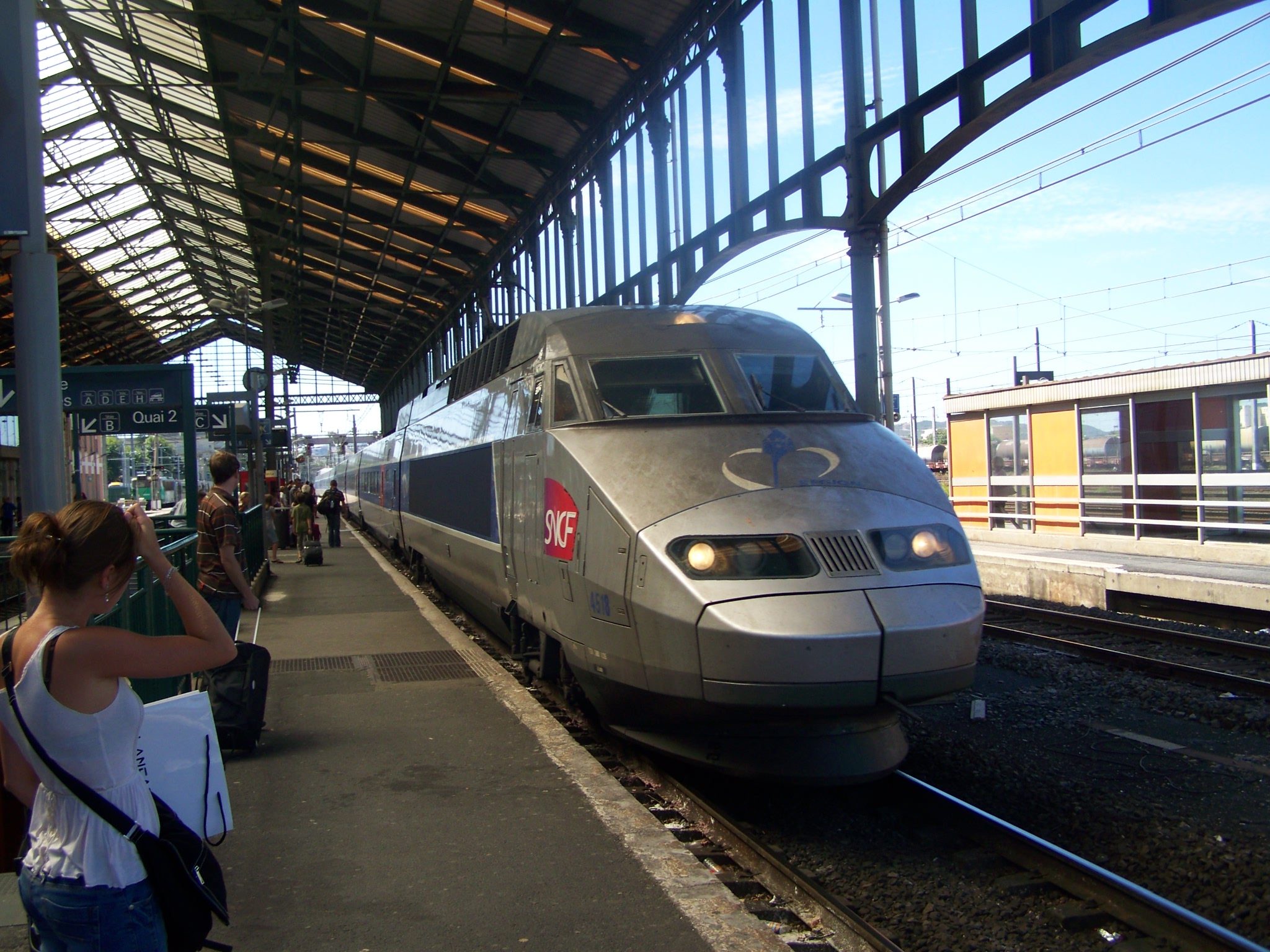
La gare de Narbonne.

La liste des gares de l'Aude, est une liste des gares ferroviaires, haltes ou arrêts, situées dans le département de l'Aude, en région Occitanie.
Liste actuellement non exhaustive, les gares fermées sont en italique.

## Gares ferroviaires des lignes du réseau national

### Gares ouvertes au trafic voyageurs
| Gare               | Ligne(s) | Communes           | Fréquentation annuelle (2019) | Image |
| ------------------ | --- | ------------------ | ----------------------------- | ----- |
| Alet-les-Bains     | TER Occitanie : - Carcassonne - Quillan | Alet-les-Bains     | 121                           |       |
| Axat               | Train touristique (TPCF) | Axat               |                               |       |
| Bram               | TER Occitanie : - Toulouse-Matabiau - Narbonne - Toulouse-Matabiau - Perpignan | Bram               | 77 466                        |       |
| Campagne           | TER Occitanie : - Carcassonne - Quillan | Campagne-sur-Aude  | 0                             |       |
| Carcassonne        | TGV : - Toulouse-Matabiau - Barcelone-Sants - Toulouse-Matabiau - Lyon-Part-Dieu Intercités de Nuit : - Paris-Austerlitz - Portbou Intercités : - Bordeaux-Saint-Jean - Marseille-Saint-Charles TER Occitanie : - Toulouse-Matabiau - Narbonne - Toulouse-Matabiau - Perpignan - Carcassonne - Quillan | Carcassonne        | 775 306                       |       |
| Castelnaudary      | Intercités de Nuit : - Paris-Austerlitz - Portbou TER Occitanie : - Toulouse-Matabiau - Avignon-Centre - Toulouse-Matabiau - Narbonne - Toulouse-Matabiau - Perpignan | Castelnaudary      | 281 801                       |       |
| Couffoulens - Leuc | TER Occitanie : - Carcassonne - Quillan | Couffoulens        | 368                           |       |
| Couiza - Montazels | TER Occitanie : - Carcassonne - Quillan | Montazels          | 667                           |       |
| Coursan            | TER Occitanie : - Narbonne - Avignon-Centre | Coursan            | 4 105                         |       |
| Espéraza           | TER Occitanie : - Carcassonne - Quillan | Espéraza           | 630                           |       |
| Lapradelle         | Train touristique (TPCF) | Puilaurens         |                               |       |
| Leucate-La Franqui | Intercités de Nuit : - Paris-Austerlitz - Portbou TER Occitanie : - Narbonne - Portbou - Toulouse-Matabiau - Perpignan | Leucate            | 68 400                        |       |
| Lézignan-Corbières | Intercités de Nuit : - Paris-Austerlitz - Portbou TER Occitanie : - Toulouse-Matabiau - Narbonne - Toulouse-Matabiau - Perpignan | Lézignan-Corbières | 97 511                        |       |
| Limoux             | TER Occitanie : - Carcassonne - Quillan | Limoux             | 7 513                         |       |
| Limoux-Flassian    | TER Occitanie : - Carcassonne - Quillan | Limoux             | 3 796                         |       |
| Narbonne           | AVE : - Marseille-Saint-Charles - Madrid-Atocha - Lyon-Part-Dieu - Barcelone-Sants TGV InOui : - Paris-Gare-de-Lyon - Barcelone-Sants - Bruxelles-Midi - Perpignan - Toulouse-Matabiau - Lyon-Part-Dieu Intercités : - Bordeaux-Saint-Jean - Marseille-Saint-Charles TER Occitanie : - Toulouse-Matabiau - Narbonne - Toulouse-Matabiau - Perpignan - Narbonne - Portbou - Avignon-Centre - Portbou - Toulouse-Matabiau - Avignon-Centre | Narbonne           | 1 238 902                     |       |
| Pomas              | TER Occitanie : - Carcassonne - Quillan | Pomas              | 882                           |       |
| Port-la-Nouvelle   | Intercités de Nuit : - Paris-Austerlitz - Portbou TER Occitanie : - Narbonne - Portbou - Toulouse-Matabiau - Perpignan | Port-la-Nouvelle   | 83 628                        |       |
| Quillan            | TER Occitanie : - Carcassonne - Quillan | Quillan            | 10 767                        |       |
| Verzeille          | TER Occitanie : - Carcassonne - Quillan | Leuc               | 189                           |       |

### Gares fermées au trafic voyageurs: situées sur une ligne en service
- Gare d'Alzonne
- Gare de Barbaira
- Gare de Bize
- Halte de Brézilhou
- Gare de Cabezac
- Gare de Capendu
- Gare de Cépie
- Gare de Conilhac-Corbières
- Gare de Douzens
- Gare de Fitou
- Gare de Floure - Barbaira
- Gare de Grand-Mandirac
- Gare de Gruissan-Tournebelle
- Gare de Madame
- Gare de Marcorignan
- Gare de Mas-Saintes-Puelles
- Gare de Massia
- Gare de Mirepeisset - Argeliers
- Gare de Moussan
- Gare de Moux
- Gare de Névian
- Gare de La Palme
- Gare de Pexiora
- Gare de Pezens
- Gare de Saint-Martin-Lys
- Gare de Sallèles-d'Aude
- Gare de Ségala
- Gare de Soupex
- Gare de Trèbes
- Gare de Villedaigne

### Gares fermées au trafic voyageurs: situées sur une ligne fermée
- Gare d'Azille
- Gare de Bellegarde
- Gare de Belvèze
- Gare de Belvianes
- Gare de Cailhau
- Gare de Caunes-Minervois
- Gare de Chalabre
- Gare de Lignairolles
- Gare de Malviès - Lauraguel
- Gare de Montréal
- Gare de La Redorte
- Gare de Puichéric
- Gare de Rieux - Peyriac
- Gare de Routier - Brugairolles
- Gare de Saint-Couat
- Gare de Saint-Martin-de-Villereglan
- Gare de Sainte-Colombe-sur-l'Hers

## Les lignes ferroviaires

### En service
- Ligne de Bordeaux-Saint-Jean à Sète-Ville
- Ligne de Narbonne à Port-Bou (frontière)
- Ligne de Carcassonne à Rivesaltes
- Ligne de Narbonne à Bize (fret)

### Désaffectée
- Ligne de Bram à Belvèze
- Ligne de Castelnaudary à Rodez
- Ligne de Moulin-Neuf à Lavelanet
- Ligne de Moux à Caunes-Minervois
- Ligne de Pamiers à Limoux
- Tramways de l'Aude